# Tarbert Castle

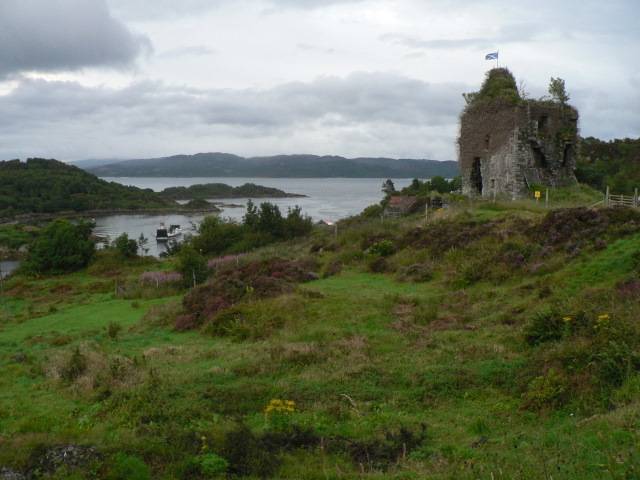
Tarbert Castle 2008 vor Beginn der Restaurierungsarbeiten

Tarbert Castle ist die Ruine einer Höhenburg am Südufer des East Loch Tarbert am nördlichen Ende der Halbinsel Kintyre in der schottischen Council Area Argyll and Bute. Im Mittelalter war Tarbert Castle eine strategische, königliche Festung und eine von drei Burgen in Tarbert. Die Konstruktion stammt aus der Zeit vor dem 14. Jahrhundert und liegt über dem Hafen. Der Turm stammt aus der Zeit des Besuchs von König Jakob IV. in den westlichen Highlands 1494.

## Geschichte
Im Jahre 712 wurde Tarbert von den Truppen des Königs Selbach mac Ferchair aus Cenél Loairn und Dalriada niedergebrannt und 731 erneut durch dessen Sohn Dúngal mac Selbaig.
1292 übergab König Eduard II. von England die Kontrolle über die Burg an den schottischen König John Balliol. In den 1320er-Jahren ließ Robert the Bruce die Burg durch Anbau eines äußeren Hofes und von Türmen verstärken, um sie gegen die Angriffe der Lords of the Isles zu schützen. Ein Tower House wurde im 16. Jahrhundert hinzugefügt; heute ist dies der auffälligste Teil der erhaltenen Ruinen. Die Burgruine steht auf einem Hügel über dem Dorf und bietet ein Blick den Loch Fyne hinauf und bis zum Firth of Clyde. Diese Burg nahmen die Truppen König Jakobs IV. 1494 von John MacDonald of Islay, Lord of the Isles, im Zuge der Kampagne gegen die Macht der Lords of the Isles ein. 1687 war die Burg in ein weiteres Scharmützel verwickelt, als Walter Campbell von Skipness Castle die damalige Festung von Archibald Campbell, 9. Earl of Argyll, als eine der Unterstützungshandlungen der Monmouth Rebellion in England einnahm.
Es gibt nur noch wenige bis heute aufrecht stehende Mauern und die gelten als einsturzgefährdet. Von der Burgruine aus hat man einen guten Blick auf die angrenzenden Wasserwege. Tarbert Castle gilt als Scheduled Monument.

## Konstabler von Tarbert Castle
Folgende Konstabler von Tarbert Castle sind bekannt:
- John de Lany (1326)[3]
- Charles MacAlister (1451)